# 穆萨·舒拜里·赞贾尼
大阿亚图拉穆萨·舒拜里·赞贾尼（波斯語：‎；1928年3月2日—）伊朗什叶派宗教领袖，持有大阿亚图拉头衔。
出生在库姆，后来在库姆神学院接受教育，是侯赛因·布鲁杰迪和Mohaqeq Damad的学生。现居于库姆，是Ilm ul-Rijal（讲述圣训的人的教义，先知穆罕默德的生平）的专家，为法蒂玛圣陵的领祷人。
2020年3月，在2019冠状病毒病疫情蔓延至伊朗以后，有媒体报导他感染了此病。此前他的妹妹以及外甥穆罕默德·米尔-穆罕默迪皆因此病去世。